# 小馬徹
小馬 徹（こんま とおる、1948年 - ）は、日本の人類学者。専門は文化人類学、社会人類学、アフリカ研究、日本研究。元神奈川大学人間科学部教授。毎日21世紀賞、毎日出版文化賞、西日本文化賞受賞。

## 人物・経歴
富山県高岡市出身。1974年横浜市立大学文理学部卒業。越智昇ゼミ出身。1981年一橋大学大学院社会学研究科博士課程単位修得。長島信弘ゼミ出身。
大分大学助教授、神奈川大学外国学部教授を経て、神奈川大学人間科学部人間科学科教授。1996年から1998年まで日本ナイル・エチオピア学会評議員。1998年から2000年まで日本民族学会庶務理事。2008年から2010年まで日本文化人類学会評議員。
専門は広く、人類学の手法を用いて文化人類学、社会人類学、アフリカ研究、日本研究を対象とする。1989年論文「人間とカネ」により第8回毎日21世紀賞受賞。1997年『田主丸町誌』により第51回毎日出版文化賞及び第56回西日本文化賞受賞。2001年論文「キプシギスの近代化と政治構造」で東京都立大学博士（社会人類学）。

## 著作

### 著書
- 『聖と俗のドラマ』（共著）勁草書房 1993年
- 『家族のオートノミー』（丸山茂, 橘川俊忠と共編）早稲田大学出版部 1998年、新装版2007年
- 『贈り物と交換の文化人類学』御茶の水書房 2000年
- 『カネと人生』（編）雄山閣 2002年
- 『フィールドワーク事始め』御茶の水書房 2016年
- 『文化を折り返す』青娥書房 2016年
- 『「統治者なき社会」と統治』神奈川大学出版会 2017年
- 『「女性婚」を生きる』神奈川大学出版会 2018年

### 訳書
- ジェイコブ・J.アコル『ライオンの咆哮のとどろく夜の炉辺で』青娥書房 2010年